# Юбілейний (Омутнінський район)
Юбіле́йний (рос. Юбилейный) — селище у складі Омутнінського району Кіровської області, Росія. Входить до складу Вятського сільського поселення.
Населення становить 43 особи (2010, 67 у 2002).
Національний склад станом на 2002 рік — росіяни 96 %.